# Episodi di Parenthood (prima stagione)

Il logo usato nel primo episodio della serie

La prima stagione della serie televisiva Parenthood, composta da 13 episodi della durata di circa 45 minuti, è stata trasmessa in prima visione negli Stati Uniti d'America da NBC dal 2 marzo al 25 maggio 2010, ottenendo un'audience media di 6 393 000 telespettatori.
In Italia è stata trasmessa in prima visione sul digitale terrestre da Joi dal 16 dicembre 2010 al 27 gennaio 2011, mentre in chiaro ha debuttato il 5 luglio 2011 in prima serata su Canale 5 con i primi due episodi, venendo poi spostata in seconda serata per via dei bassi ascolti.
| nº | Titolo originale            | Titolo italiano            | Prima TV USA   | Prima TV Italia  |
| -- | --------------------------- | -------------------------- | -------------- | ---------------- |
| 1  | Pilot                       | Di nuovo insieme           | 2 marzo 2010   | 16 dicembre 2010 |
| 2  | Man Versus Possum           | Uomo contro opossum        | 9 marzo 2010   | 16 dicembre 2010 |
| 3  | The Deep End of the Pool    | Acque profonde             | 16 marzo 2010  | 23 dicembre 2010 |
| 4  | Whassup                     | Piccoli Braverman crescono | 23 marzo 2010  | 23 dicembre 2010 |
| 5  | The Situation               | Il problema di Max         | 30 marzo 2010  | 30 dicembre 2010 |
| 6  | The Big O                   | Il grande dubbio           | 6 aprile 2010  | 30 dicembre 2010 |
| 7  | What's Goin' On Down There? | Coppie scoppiate           | 13 aprile 2010 | 6 gennaio 2011   |
| 8  | Rubber Band Ball            | La palla di elastici       | 20 aprile 2010 | 6 gennaio 2011   |
| 9  | Perchance to Dream          | Sogni e poesie             | 27 aprile 2010 | 12 gennaio 2011  |
| 10 | Namaste No More             | Il segreto di papà         | 4 maggio 2010  | 12 gennaio 2011  |
| 11 | Solace                      | Momenti di sconforto       | 11 maggio 2010 | 20 gennaio 2011  |
| 12 | Team Braverman              | Gioco di squadra           | 18 maggio 2010 | 20 gennaio 2011  |
| 13 | Lost and Found              | Persa e ritrovata          | 25 maggio 2010 | 27 gennaio 2011  |

## Di nuovo insieme
- Titolo originale: Pilot
- Diretto da: Thomas Schlamme
- Scritto da: Jason Katims

### Trama
Sarah Braverman, madre single degli adolescenti Amber e Drew, non riuscendo a trovare un'occupazione stabile ritorna a vivere presso la casa dei suoi genitori, Zeek e Camille, nella città californiana di Berkeley, dove ritroverà la sorella Julia, avvocato di successo sposata con Joel e madre di una bambina di 5 anni di nome Sidney, e i fratelli Adam e Crosby. Adam è sposato con Kristina ed ha due figli, Haddie e Max, di cui si sospetta che abbia la sindrome di Asperger, mentre Crosby è l'immaturo della famiglia, che rifiuta di costruirsi una relazione sentimentale stabile, fidanzato con Katie. La vita di Crosby viene sconvolta quando la sua ex Jasmine si presenta con suo figlio Jabbar, di cui ignorava l'esistenza.
- Guest star: Marguerite Moreau (Katie), Mike O'Malley (Jim Kazinsky), Eduardo Rioseco (Damien).

## Uomo contro opossum
- Titolo originale: Man Versus Possum
- Diretto da: Lawrence Trilling
- Scritto da: Jason Katims

### Trama
Adam e Kristina, dopo averlo fatto visitare, hanno la conferma che il figlio Max soffre della sindrome di Asperger. I due dovranno affrontare anche le problematicità dell'altra figlia Haddie, che confessa di aver fatto uso di erba con i suoi amici. Nel frattempo Sarah è in cerca di un lavoro, ma il colloquio che riesce ad ottenere grazie all'intercessione del fratello Adam non va a buon fine, mentre suo figlio Drew soffre la mancanza del padre e Amber rischia di dover ripetere un anno scolastico presso la nuova scuola che frequenta. Crosby, tiene ancora all'oscuro Katie dell'esistenza del figlio, con cui prova a fare conoscenza e costruire un rapporto.
- Guest star: Erinn Hayes (Racquel), Marguerite Moreau (Katie), Tom Amandes (Dott. Pelikan), Amanda Foreman (Suze Lessing), Phil Abrams (Phil Lessing).

## Acque profonde
- Titolo originale: The Deep End of the Pool
- Diretto da: Lawrence Trilling
- Scritto da: Jeff Greenstein

### Trama
Max, dopo aver rotto un acquario a scuola, viene espulso. Adam e Kristina si danno quindi da fare per trovarne una più adatta alla sua speciale personalità. Dopo alcuni colloqui riescono a farlo ammettere nella migliore, nonché una delle più costose, scuola della città per bambini con problemi simili a quelli di Max. L'altra figlia Haddie nel frattempo riesce a vincere un torneo di calcio. Crosby continua a ritagliarsi del tempo da trascorrere con Jabbar, portandolo anche nello studio di registrazione vocale dove lavora, ma quando incontra la sua fidanzata Katie non riesce a trovare il coraggio di presentarglielo. Julia, pur non riuscendo a trascorrere molto tempo con il marito e la figlia, riesce a trovare il modo di insegnare a nuotare alla figlia. Sarah, dopo la breve avventura amorosa vissuta con Jim, decide di lasciarlo. Dopo aver acconsentito che il padre le comprasse un'auto usata, quest'ultimo le confessa che i rapporti tra lui e sua madre sono diventati complicati.
- Guest star: Erinn Hayes (Racquel), Marguerite Moreau (Katie), Mike O'Malley (Jim Kazinsky), Tom Amandes (Dott. Pelikan), Paula Newsome (Dott.ssa Robertson).

## Piccoli Braverman crescono
- Titolo originale: Wassup
- Diretto da: Michael Engler
- Scritto da: Tyler Bensinger

### Trama
Adam e Kristina, controllando la bolletta telefonica, scoprono che la figlia Haddie ultimamente ha speso molti soldi telefonando ad un unico numero. Indagando, scoprono che ha una relazione sentimentale con un certo Steve Williams, di cui ignoravano l'esistenza. Sarah propone sua figlia alla sorella Julia come babysitter, ma lei e suo marito, non fidandosi della ragazza, cercano di evitarla. Tuttavia Sarah li convincerà fidarsi di Amber, che si dimostrerà un'ottima bambinaia. Drew nel frattempo si scontra con le paternali dello zio Adam e del nonno Zeek, che cercano di affrontare un discorso con lui sulla masturbazione. Crosby accetta di passare una giornata intera con Jabbar, facendolo dormire a casa sua.
- Guest star: Erinn Hayes (Racquel), Asher Book (Steve Williams).

## Il problema di Max
- Titolo originale: The Situation
- Diretto da: Michael Engler
- Scritto da: Becky Hartman-Edwards

### Trama
Drew aiuta Adam a trovare un nuovo modo di comunicare con Max, riuscendo anche a fargli fare progressi nel giocare a baseball. Nel frattempo Haddie vive il suo primo litigio con Steve, ma si riappacificheranno presto. Sarah conosce il giovane professore di Amber, Mark Cyr, rimanendo molto positivamente colpita, e verso il quale prova fin dal principio una ricambiata attrazione. Crosby, su consiglio della sorella Julia, chiede a Jasmine di poter fare un test di paternità. Inizialmente lei ha una reazione contrariata, ma alla fine capirà le ragioni di Julia e acconsentirà. Intanto Crosby era riuscito a trovare il modo di annunciare l'esistenza del figlio a Katie, che reagirà negativamente. Joel riesce a far compiere una follia alla moglie Julia, facendogli trascorrere una romantica serata occupando abusivamente una piscina pubblica in orario di chiusura.
- Guest star: Marguerite Moreau (Katie), Erinn Hayes (Racquel), Jason Ritter (Mark Cyr), Asher Book (Steve Williams), Paul Schackman (Dott. Gerard).

## Il grande dubbio
- Titolo originale: The Big O
- Diretto da: Adam Davidson
- Scritto da: Lauren Schmidt Hissrich

### Trama
Adam e Kristina fanno la conoscenza di Gaby, l'insegnante di sostegno di Max. La giovane ragazza si dimostrerà molto utile, aiutando il bambino a socializzare con nuovi amici e ad assumere comportamenti più corretti nella vita di tutti i giorni. Sarah è sempre più attratta dall'insegnante della figlia, Mark Cyr, che le chiede di uscire con lui. Crosby rivela ai suoi genitori l'esistenza di Jabbar, mentre Joel confessa alla moglie Julia di aver ricevuto delle avances da parte di Racquel. Lei gli chiede di troncare tutti i rapporti con lei, ma poiché le rispettive figlie sono amiche del cuore, per il loro bene Julia accetterà il consiglio del marito di non litigare con Racquel e di conseguenza non separare le bambine.
- Guest star: Minka Kelly (Gaby), Jason Ritter (Mark Cyr), Erinn Hayes (Racquel), Christine Fazzino (Marnie).

## Coppie scoppiate
- Titolo originale: What's Goin' On Down There?
- Diretto da: Adam Davidson
- Scritto da: Sarah Watson

### Trama
Mentre porta in un locale degli investitori della sua azienda, Adam scopre che anche l'insegnante di sostegno di suo figlio Gaby riesce a trovare il tempo per sé stessa e divertirsi. Si rende quindi conto che la sua vita è un'infinita tabella di marcia in cui non riesce a ritagliarsi del tempo per sé stesso; dopo essersi sfogato con la moglie ed essere riuscito a passare del tempo da solo con la figlia, ritrova la serenità, concedendosi un po' di surf sulle coste di Berkeley. Sarah è intenzionata ad iniziare una relazione seria con il professor Cyr, ma quando lo rivelerà alla figlia Amber scoprirà che quest'ultima aveva sviluppato una cotta per lui, decidendo perciò di troncare i rapporti per il bene della figlia. Crosby, mentre porta Jabbar a fare yoga conosce Valerie, un'attraente madre single che mostra molto interesse per lui. Colto però da un senso di responsabilità paterna, rifiuta le avance della donna. Julia, dopo una giornata passata con la nipote Haddie, si interroga sull'etica del suo lavoro, ricordando i tempi in cui sognava di fare l'avvocato per difendere i diritti dei più deboli.
- Guest star: Minka Kelly (Gaby), Jason Ritter (Mark Cyr), Jacqueline Pinol (Valerie), Asher Book (Steve Williams), Eduardo Rioseco (Damien).

## La palla di elastici
- Titolo originale: Rubber Band Ball
- Diretto da: Lawrence Trilling
- Scritto da: Jan Oxenberg

### Trama
Zeek invita Adam per una gita fuori città, al fine di presentargli un potenziale investimento immobiliare per la sua azienda. Arrivati sul posto, gli confesserà di essere già proprietario dell'edificio, rivelatosi un cattivo investimento, che lo ha trascinato sull'orlo di una grave crisi finanziaria. Sarah scopre che l'ex ragazzo di Amber, Damien, è ritornato da lei; quindi cerca di convincere la figlia a non distogliere l'attenzione dagli studi e dal suo futuro rifacendo gli stessi errori fatti in passato da sua madre. Crosby aiuta Jasmine a organizzare la festa di compleanno di Jabbar, alla quale si presentano entrambe le rispettive famiglie. Quella di Jasmine prova una forte ostilità per Crosby, in quanto lei in origine aveva raccontato di esser stata abbandonata dal ragazzo che l'aveva messa incinta; ma quando racconterà la verità le due famiglie si riappacificheranno. Dopo che scoprono che la figlia è ossessionata da una palla di elastici, Julia teme che anche sua figlia possa avere la sindrome di Asperger; ma quando la farà visitare dal dottore che segue Max, scoprirà che ha il problema opposto: ha un'intelligenza sopra la media.
- Guest star: Eduardo Rioseco (Damien), Brittany Ishibashi (Signorina Woo), Tom Amandes (Dott. Pelikan), Tina Lifford (Renee Trussell).

## Sogni e poesie
- Titolo originale: Perchance to Dream
- Diretto da: Lawrence Trilling
- Scritto da: Becky Hartman-Edwards

### Trama
Kristina viene chiamata da una vecchia amica, ora vice-governatore, a sostenere la sua campagna politica per un week-end; così Adam dovrà badare da solo ai figli Max e Haddie, cercando nel frattempo di dare una mano anche al nipote Drew, bisognoso di consigli per la sua prima festa serale scolastica. Nonostante viene affiancata da un team di giovani brillanti consiglieri, Kristina riesce a dare il proprio contributo, tanto da guadagnarsi un invito per un incarico permanente, che però rifiuterà per evitare di allontanarsi troppo a lungo dalla sua famiglia. Sarah tenta di convincere la figlia Amber ad andare al college, mentre Julia affronta la prima bugia raccontata dalla figlia. Nel frattempo Jasmine e Crosby tentano di ricostruire una relazione sentimentale, cercando di tenerne all'oscuro il figlio Jabbar.
- Guest star: Mike O'Malley (Jim Kazinsky), Asher Book (Steve Williams), Sundra Oakley (Denise Bowser), Mark D. Espinoza (Matt Fortunato).

## Il segreto di papà
- Titolo originale: Namaste No More
- Diretto da: Ken Whittingham
- Scritto da: Tyler Bensinger

### Trama
Adam invita a pranzo la famiglia di un suo collega di lavoro, ma a causa dei problemi di Max non riusciranno a costruire il legame che auspicavano, rassegnandosi a dover frequentare famiglie che condividono le stesse difficoltà. Julia decide di allenare la squadra di calcio della figlia, inserita nel gruppo dei più deboli. Anche se promette al marito di non cercare solo di portare i bambini alla vittoria, ma a farli principalmente divertire, alla fine "arruola" Jabbar nel suo gruppo per riuscire a vincere, centrando l'obiettivo. Jasmine e Crosby continuano a provare di costituire una coppia fissa, mentre Haddie chiede consigli ad Amber sulla sua relazione con Steve. Poiché quest'ultimo sembra spingerla per copulare, decide almeno momentaneamente di sospendere la loro relazione. Nel frattempo però Steve si avvicina alla stessa Amber, con cui troverà un'intesa molto forte. Sarah scopre che il padre ha impegnato dei beni personali per avere dei soldi, venendo così a sapere dei suoi problemi finanziari. Insieme ai fratelli decide quindi di organizzare una cena con i genitori in modo da affrontare insieme il problema. La madre Camille però non ne era ancora a conoscenza e si sentirà quindi nuovamente tradita da Zeek, che in passato, come lei confessa a Sarah, ha avuto una relazione con un'altra donna.
- Guest star: Erinn Hayes (Racquel), Amanda Foreman (Suze Lessing), Phil Abrams (Phil Lessing), Earl Billings (Pawn Shop Owner), Asher Book (Steve Williams), Ella Thomas (Lisa Genatasio), Jordan Murphy (Sign. Genatasio).

## Momenti di sconforto
- Titolo originale: Solace
- Diretto da: Ken Whittingham
- Scritto da: Jeff Greenstein

### Trama
Zeek si è trasferito da Adam, dove incontra delle difficoltà ad ambientarsi nel rigoroso stile di vita della sua famiglia, incentrato sulla condizione di Max. Nel frattempo la moglie Camille sembra lontana dal volerlo perdonare, che per distrarsi decide di dedicarsi alla sua passione per l'arte; e andando ad una mostra flirterà con il suo maestro, Matthew, confessando più tardi alla figlia Sarah di esserci andata a letto. Julia intanto, all'oscuro dei tradimenti tra i genitori, prova ad aiutare la situazione finanziaria del padre contattando un suo vecchio amico, Timm, che fa ingelosire Joel. Amber confessa ad Haddie di aver fatto l'amore con Steve, mentre Crosby pensa di acquistare una nuova casa in cui trasferirsi con Jasmine e Jabbar.
- Guest star: Matthew Del Negro (Timm), Joaquim de Almeida (Matthew Biscali), Asher Book (Steve Williams).

## Gioco di squadra
- Titolo originale: Team Braverman
- Diretto da: Lawrence Trilling
- Scritto da: Jan Oxenberg

### Trama
Adam porta il figlio Max al lavoro, e mostrandogli un paio di scarpe con conta-passi decidono di partecipare ad una gara benefica per supportare le famiglie con bambini autistici, anche se Max non sa ancora di esserlo. Adam si impegna affinché tutta la sua famiglia partecipi, e riesce a vincere il trofeo, ma al giorno della premiazione si ritroverà con la sola moglie e i due figli. Zeek e Camille, infatti, decidono di non andarci per evitare di incontrarsi, Crosby è impegnato a portare Jasmine ad un concorso di ballo che potrebbe portarla a New York, Julia è impegnata a fare beneficenza, dopo essersi fatta convincere da Joel a solidarizzare con le madri delle compagne di scuola della figlia, e Sarah non riesce a convincere Amber ad andarci, visto che quest'ultima vuole evitare Haddie. Quanto è accaduto tra le due ragazze viene alla luce delle rispettive famiglie, creando momenti di tensione anche tra Sarah e Kristina, che prendono le difese delle rispettive figlie.
- Guest star: Amanda Foreman (Suze Lessing), Tom Amandes (Dott. Pelikan), Asher Book (Steve Williams), Michaela Watkins (Lucy Estman), Phil Abrams (Phil Lessing).

## Persa e ritrovata
- Titolo originale: Lost and Found
- Diretto da: Lawrence Trilling
- Scritto da: Jason Katims

### Trama
Haddie, per aiutarsi a superare il tradimento di Steve e Amber, decide di tingersi i capelli, suscitando impressione sulla madre, che aumenta il suo risentimento nei confronti di Sarah. Quest'ultima inizia a pensare che sia stato un errore trasferirsi a Berkeley, visto che lei e sua figlia hanno causato solo problemi, e rincontrando il professor Cyr per un addio, gli confessa di avere l'intenzione di lasciare la città. Amber nel frattempo si sente tremendamente in colpa e, dopo una discussione con la madre, scappa via da casa; tuttavia si sentirà persa e sarà lei stessa a richiamare la madre chiedendole di andarla a prendere presso una stazione di servizio. Alle sue ricerche si erano unite a Sarah, oltre ad Adam, anche Kristina e Haddie; quest'ultima troverà anche la forza di perdonare la cugina, rinsaldando così i rapporti tra le due famiglie. Nel frattempo, Julia presenta Timm al padre, ma quest'ultimo rifiuta l'offerta finanziaria che sua figlia considerava invece molto vantaggiosa. Zeek, inoltre, si decide a fare un primo passo verso Camille, chiedendole di ritornare insieme. Jasmine intanto riceve il risultato del concorso, che ha vinto, e viene chiamata a trasferirsi a New York; Crosby, colto dal timore di non rivedere il figlio, pensa se seguirli.
- Guest star: Asher Book (Steve Williams), Eddy Rioseco (Damian), Jason Ritter (Mark Cyr), Matthew Del Negro (Timm).